# L.A.M.F.
L.A.M.F. est un album du groupe The Heartbreakers mené par l'ancien guitariste des New York Dolls Johnny Thunders. L'album est sorti en 1977. Le titre de cet album est l'acronyme de « Like A Mother Fucker », abréviation de « Down To Kill Like a Mother Fucker » que Johnny Thunders écrivait sur les murs et qui servait aux gangs à marquer leur territoire, si l'on en croit la légende.
Cet album peut être considéré comme l'un des plus emblématiques du mouvement punk. Desservi par un  mix raté, mais apprécié pour la qualité des paroles et des chansons, cet album a fait l'objet de trois mix différents : l'édition originale de 1977, L.A.M.F. Revisited remixé en 1984 par Johnny Thunders et Tony James en trois jours, et L.A.M.F.: The Lost '77 Mixes publié en 1994. La dernière version est celle conseillée par Henry Rollins dans son livre Fanatic!.
En 2020, à la suite du décès du coproducteur Daniel Segunda, une copie de la bande master originale datée simplement "12-7-77" (sans mention du nom du groupe) est retrouvée dans son grenier. Éditée par Jungle Records en 2021, elle restitue le son de l'album tel que l'avaient désirés les Heartbreakers. A ce jour, cette version de L.A.M.F. est considérée comme la meilleure.
L'album est illustré par une photographie de l'américaine Roberta Bayley représentant les quatre membres du groupe adossés à une porte et un mur de brique graffité. Le groupe apparaît dans un halo ovale de lumière reflétant une ambiance nocturne underground new-yorkaise.

## Version originale
1. Born to Lose
2. All By Myself
3. I Wanna Be Loved
4. It's Not Enough
5. Chinese Rocks
6. Get Off The Phone
7. Pirate Love
8. One Track Mind
9. I Love You
10. Goin' Steady
11. Let Go

## L.A.M.F. Revisited
1. One Track Mind
2. I Wanna Be Loved
3. Pirate Love
4. Let Go
5. Do You Love Me?
6. Can't Keep My Eyes On You
7. Get Off The Phone
8. All By Myself
9. Chinese Rocks
10. Baby Talk
11. Goin' Steady
12. It's Not Enough
13. I Love You
14. Born To Lose

## L.A.M.F.: The Lost '77 Mixes
1. Born To Lose
2. Baby Talk
3. All By Myself
4. I Wanna Be Loved
5. It's Not Enough
6. Chinese Rocks
7. Get Off The Phone
8. Pirate Love
9. One Track Mind
10. I Love You
11. Goin' Steady
12. Let Go
13. Can't Keep My Eyes On You
14. Do You Love Me?

Une controverse existe autour des crédits d'auteur de Chinese Rocks : Dee Dee Ramone aurait écrit cette chanson, puis Richard Hell l'aurait modifiée. Sur L.A.M.F., les auteurs crédités sont Dee Dee Ramone, Johnny Thunders, Jerry Nolan et Richard Hell ; sur le vinyle des Ramones End of the Century, les crédits reviennent à Dee Dee Ramone et Richard Hell ; enfin sur la réédition CD de End of the Century, les crédits vont à l'ensemble des Ramones.

## L.A.M.F.: The Found '77 Masters
- Born To Lose
- Baby Talk
- All By Myself
- I Wanna Be Loved
- It's Not Enough
- Chinese Rocks
- Get Off The Phone
- Pirate Love
- One Track Mind
- I Love You
- Goin' Steady
- Let Go
- Can't Keep My Eyes On You
- Do You Love Me?